# Le Crucifix
Pour les articles homonymes, voir Crucifix (homonymie).
 (juillet 2025).
Pour plus de détails, voir Fiche technique et Distribution.

Le Crucifix est un film muet français réalisé par Louis Feuillade sorti en 1909.

## Distribution
- Renée Carl
- Maurice Vinot